# Canton de Tournan-en-Brie
Le canton de Tournan-en-Brie est une ancienne division administrative française, située dans le département de Seine-et-Marne et la région Île-de-France.

## Composition

### De 1973 à 2015
Le canton de Tournan-en-Brie groupait 9 communes jusqu'en mars 2015 :
- Châtres, 581 habitants
- Chaumes-en-Brie, 3 047 habitants
- Courquetaine, 193 habitants
- Favières, 1 088 habitants
- Gretz-Armainvilliers, 7 885 habitants
- Liverdy-en-Brie, 1 213 habitants
- Ozouer-le-Voulgis, 1 701 habitants
- Presles-en-Brie, 2 116 habitants
- Tournan-en-Brie, 8 359 habitants

### Avant 1973
Faisaient également partie du canton de Tournan les communes de :
- Ozoir-la-Ferrière
- Pontault-Combault
- Pontcarré
- Roissy-en-Brie
- Solers

## Représentation

### Conseillers généraux de 1833 à 2015
| Période               | Identité                                   | Parti                    | Qualité |
| --------------------- | ------------------------------------------ | ------------------------ | --- |
|                       |                                            |                          | |
| 1833-1842             | Marquis Louis Charles François de Jaucourt |                          | Pair de France Propriétaire à Presles-en-Brie |
| 1842-1852             | Joseph Bernard                             |                          | Propriétaire à Paris, maire de Tournan (1837-1848) |
| 1852-1856 (décès)     | Comte Joachim Clary                        | Majorité dynastique      | Lieutenant-colonel Sénateur (1854-1856) |
| 1856-1867             | Baron Auguste-Edmond Petit de Beauverger   | Majorité dynastique      | Député (1852-1869) maire de Chevry-Cossigny |
| 1867-1877             | Jules Hennecart                            | Droite                   | Propriétaire et banquier Maire de Tournan-en-Brie (1856-1870) |
| 1877-1881 (démission) | Auguste Dumont                             | Républicain              | Gérant du Gil Blas Propriétaire, maire de Gretz |
| 1881-1889             | Alphonse Hardon                            |                          | Ingénieur des Arts et Manufactures, agriculteur Propriétaire du château et Maire de Courquetaine (1881-1898)                                                              |
| 1889-1923 (décès)     | Edmond Forgemol de Bostquenard             | Républicain Progressiste | Homme de lettres, poète, propriétaire à Paris et administrateur Sénateur (1900-1909) Député (1910-1914) Maire de Tournan-en-Brie (1919-1923), conseiller d'arrondissement |
| 1923-1937             | Arthur Papon                               | Rad.                     | Industriel et Notaire Maire de Gretz (1901-1937) Président du Conseil Général (1937)                                                                                      |
| 1937-1937 (décès)     | Gaston Michel                              | RG                       | Agriculteur, marchand de chevaux, maire de Chaumes-en-Brie (1921-1937) |
| 1937-1940             | Georges Travers                            | SFIO                     | Employé de banque Adjoint au Maire de Gretz |
|                       |                                            |                          | |
| 1943-1945             | René Michel                                |                          | Maire de Chaumes-en-Brie Nommé conseiller départemental en 1943 |
|                       |                                            |                          | |
| 1945-1949 (décès)     | Georges Cognet                             | SFIO                     | Voyageur-représentant Secrétaire juridique au syndicat des employés d'hôtels, cafés et restaurants de Paris Maire d'Ozoir-la-Ferrière                                     |
| 1949-1955             | André Picard                               | RPF puis DVD-RGR         | Maire de Tournan-en-Brie (1947-1959) |
| 1955-1961             | Henri Beaudelet                            | SFIO                     | Instituteur Maire d'Ozoir-la-Ferrière (1953-1977) |
| 1961-1973             | René Leblond (1905-1978)                   | UNR puis UDR             | Maire de Tournan-en-Brie (1959-1977) |
| 1976-1998             | Gilbert Pillet                             | DVD                      | Expert-comptable Maire de Gretz-Armainvilliers (1971-2001) |
| 1998-2004             | Michel Barret                              | RPR puis UMP             | Proviseur de lycée Maire de Tournan-en-Brie (1995-2006) |
| 2004-2011             | Jean-Paul Garcia                           | DVD                      | Médecin Maire de Gretz-Armainvilliers depuis 2001 |
| 2011-2015             | Laurent Gautier                            | PS                       | Cadre Maire de Tournan-en-Brie depuis 2008 |

### Conseillers d'arrondissement (de 1833 à 1940)
| Période                                  | Période      | Identité                                                | Étiquette   | Qualité |
| ---------------------------------------- | ------------ | ------------------------------------------------------- | ----------- | --- |
| 1833                                     | 1836         | François Pommier (1767-1851)                            |             | Propriétaire à Courquetaine                                                                                 |
| 1836                                     | 1842         | Firmin Aubergé                                          | Droite      | Militaire, agriculteur, maire de Courquetaine (1818-1851), député (1848-1851)                               |
| 1842                                     | 1848         | Louis Quinton (1787-1850)                               |             | Notaire, maire de Chaumes-en-Brie                                                                           |
|                                          |              |                                                         |             | |
|                                          | 1885 (décès) | Jean Jacques Hector Forgemol de Bostquenard (1819-1885) | Républicain | Médecin chirurgien aux ambulances militaires, propriétaire à Tournan-en-Brie                                |
| 1885                                     | 1901         | Edmond Forgemol de Bostquenard                          | Républicain | Homme de lettres, Tournan-en-Brie                                                                           |
| 1901                                     | 1907         | Eugène-Alexis Arluison                                  |             | Médecin, maire d'Ozoir-la-Ferrière                                                                          |
| 1907                                     | 1928 (décès) | Léger Steibel (1851-1928)                               |             | Docteur en médecine militaire, propriétaire à Tournan-en-Brie                                               |
| 1928                                     | 1934         | Eugène-Alexandre Scola                                  | PRS         | Maire de Tournan-en-Brie                                                                                    |
| 1934                                     | 1940         | Émile Pajot                                             | Rad.ind.    | Agriculteur, maire de Pontault-Combault (1925-1944)                                                         |
| 1940                                     |              |                                                         |             | Les conseils d'arrondissement ont été suspendus par la loi du 12 octobre 1940 et n'ont jamais été réactivés |
| Les données manquantes sont à compléter. |              |                                                         |             | |

## Démographie
| 1962   | 1968   | 1975   | 1982   | 1990   | 1999   | 2006   | 2011   | 2012   |
| ------ | ------ | ------ | ------ | ------ | ------ | ------ | ------ | ------ |
| 10 625 | 12 618 | 18 238 | 18 875 | 20 559 | 23 825 | 25 726 | 26 574 | 26 830 |